# 华山路 (上海)

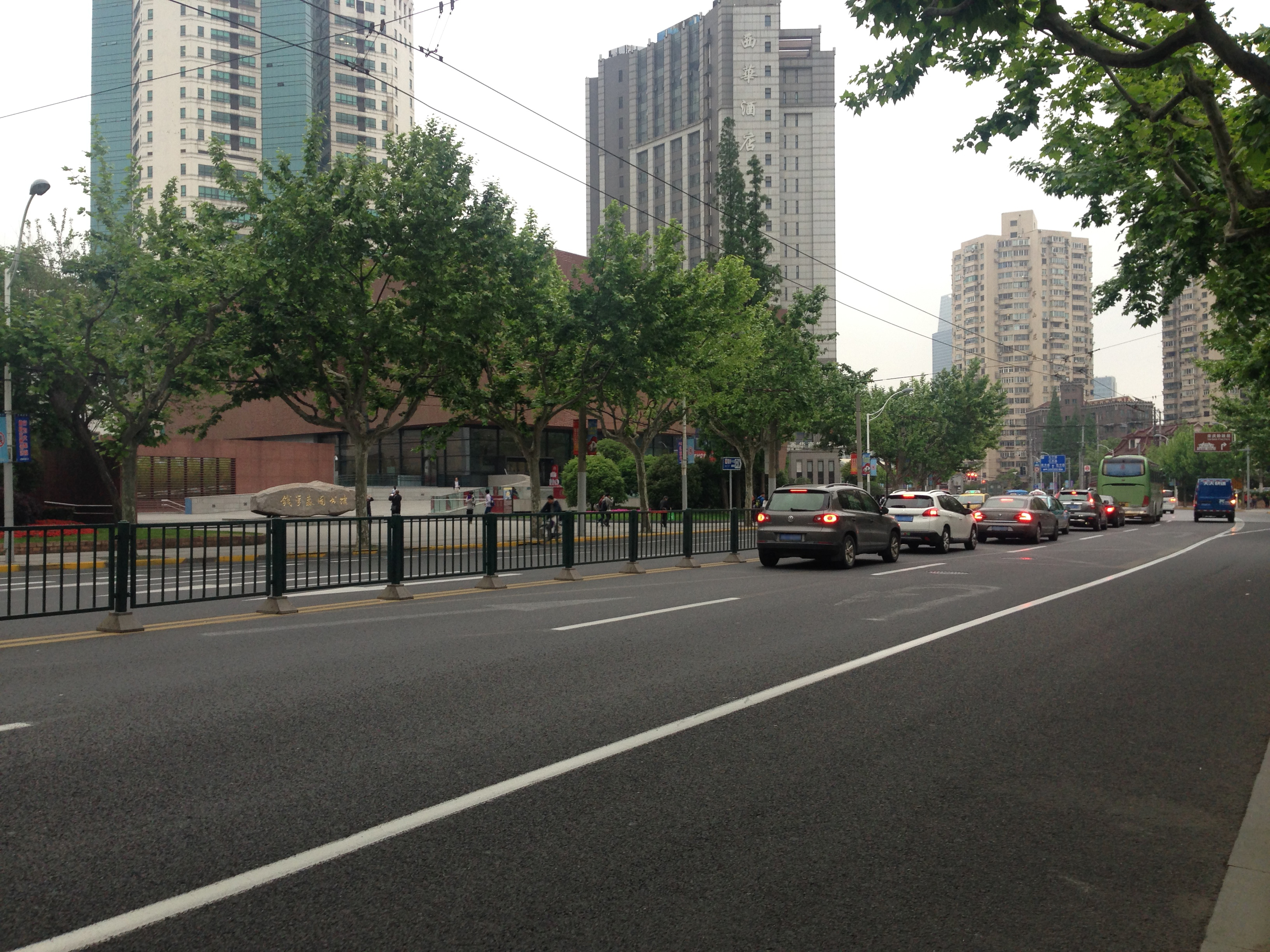
交通大学钱学森图书馆附近之华山路街景

华山路位于上海市市区，是上海市区三横三纵主干道中“西纵”的一段重要道路，自北向南依次穿过静安区、长宁区和徐汇区。华山路始建于清同治元年（1862年），初名徐家汇路，是上海公共租界越界筑路之一。民国3年（1914年）法租界扩建南段，使路线呈现东北西南两段，成为上海法租界西面界限。民国9年（1920年）更名为海格路（Avenue Haig），1943年公共租界正式撤消，法国维希政府宣布放弃法租界，海格路更名为华山路，沿用至今。

## 历史

### 租界
清道光二十二年（1842年），清政府在鸦片战争中战败，被迫同英国政府签订《南京条约》，开放上海港通商，准许英国商人带家眷在上海和香港口岸居住、贸易，准许英国政府在上海和香港派驻领事、管事官“专理商贾事宜”。翌年10月，中英双方签订之《通商附粘善后条款》（《虎门条约》），具体规定英人在通商口岸租地建屋的区域。
据此，1843年11月8日英国首任驻上海领事巴富尔来沪。11月17日正式宣布上海开埠建立上海英租界。巴富尔同上海道台宫慕久多次谈判，于1845年11月29日，宫慕久颁布告示公布了达成之协议，即《上海土地章程》，辟设上海英租界协议，上海县城北部约830亩土地被划给英方作为英商居留地，英租界形成。
1846年，英租界之西界确定，西达界路（今河南中路）。1848年11月27日，英租界的西界推进到今西藏中路。
1849年，法国商人雷米在英租界外租到了2.385亩土地。而后，法租界在于上海道台麟桂的同意后开辟，法租界西至关帝庙诸家桥（今大境路以西至西藏南路一带）。
1854年7月11日，上海英法美租界联合组建独立的市政机构工部局，建立警察武装。1862年，法租界退出联合，自设公董局。1863年9月，英国和美国在上海的租界正式合并，称公共租界。1899年，公共租界与法租界同步大规模扩张。5月，公共租界当局以租界内华人及工厂增多为由要求增加租界面积。经多番交涉，公共租界西面边界一直扩展到静安寺。6月，法租界向西扩展至顾家宅、关帝庙（今重庆南路）。

### 越界筑路
清咸丰十一年(1861年)，清政府雇用洋人组成洋枪队镇压太平天国军队，租界遂以协助镇压为借口，始筑军路，而后陆续接管军路并加以整修，为境内越界筑路的开端。1913年，法租界当局控制区面积达到了15150亩，是法租界初辟时的15倍。20世纪20年代，法租界已发展成上海条件设施最高级的住宅区。在法租界成功通过越界筑路扩张地盘的同时，公共租界也开始越界筑路。1862年，公共租界工部局开始从西面边界的静安寺敷设通往徐家汇的军路，以目的地的地名而命名为徐家汇路，于1864年完工通车，此后接管徐家汇路，整修成普通道路。民国3年（1914年），袁世凯的北洋政权为拉拢西方，答应了法租界的扩张要求并与法国签订了关于法租界界外马路协定十一条，协定给予法租界当局在越界筑路区域行使警政和征税权，由公共租界修筑的徐家汇路成了法租界西面的界限，并进一步予以扩建。至此，徐家汇路形成。

### 易名海格
徐家汇路，初为公共租界命名。法租界境内有一条从上海县城西门通向徐家汇的道路（今肇嘉浜路），路名亦为徐家汇路，为规避重名，曾一度称之为“法徐家汇路”。民国9年（1920年），公共租界和法租界达成一致，用英国陆军元帅道格拉斯·海格的名字，为公共租界率先敷设的徐家汇路更名海格路（Avenue Haig）。当时的海格路，北起静安寺路（今南京西路）与极司非而路（今万航渡路）接头，南至徐家汇的贝当路（今衡山路），全长4189米。

### 回收租界，更名华山
1937年8月13日淞沪会战打响，日军攻势迫使欧美驻军放弃公共租界东区。公共租界的主体部分中区、西区及西部越界筑路区域分别由英国、美国和意大利军队防守，继续在战争中保持中立达四年之久。1941年太平洋战争爆发后，日军占领整个租界，由西方控制的公共租界时代正式结束。1943年2月23日，法国维希政府宣布，同意放弃在华租界，上海所有租界正式撤销。日本支持的汪精卫政权经过对日交涉，收回所有租界。7月30日，汪精卫政权收回最为重要的上海法租界，改称第八区。
民国32年（1943年）10月，汪精卫政权将租界范围内以外国人名命名的路名全部改为以中国省市地名为路名。海格路就此更名为华山路，沿用至今。

### 中華人民共和國時期
1949年5月27日中共接管上海，市政府对市政道路实施进一步规划。将愚园路与南京西路之间的一段原万航渡路划入华山路，使愚园路以北为万航渡路，以南为华山路。华山路依然南至徐家汇，全长增长到4320米。

## 特色
沿路为高级住宅区，花园洋房和高级公寓较多，原是美英侨民和中国上层人物的主要聚居地。
该路南北两端分别为徐家汇和静安寺两大商圈。

## 沿路近代建筑
- 129-159弄 229-285弄  大胜胡同
- 303弄16号   蔡元培故居
- 370号   400号  海格大楼/ 静安宾馆
- 425号  639、643号 美国学校/中福会儿童艺术剧院
- 630号  熊佛西楼/上海戏剧学院
- 639号   马可波罗俱乐部
- 731号  枕流公寓
- 831号   花园住宅
- 849～879号   丁香花园
- 893号  郭棣活住宅
- 922号  丁香别墅  兴国宾馆9号楼
- 978号  白杨旧居
- 1006弄  海格园
- 1076号、1100弄、1120弄  德商嘉色喇住宅
- 1220弄6号   范园  孙氏住宅
- 1626号   李鸿章祠堂,复旦公学旧址/上海市复旦中学
- 1954号   上海交通大学徐汇校区

## 交汇道路
由北向南分别为：
- 愚园路 Yu yuen Road

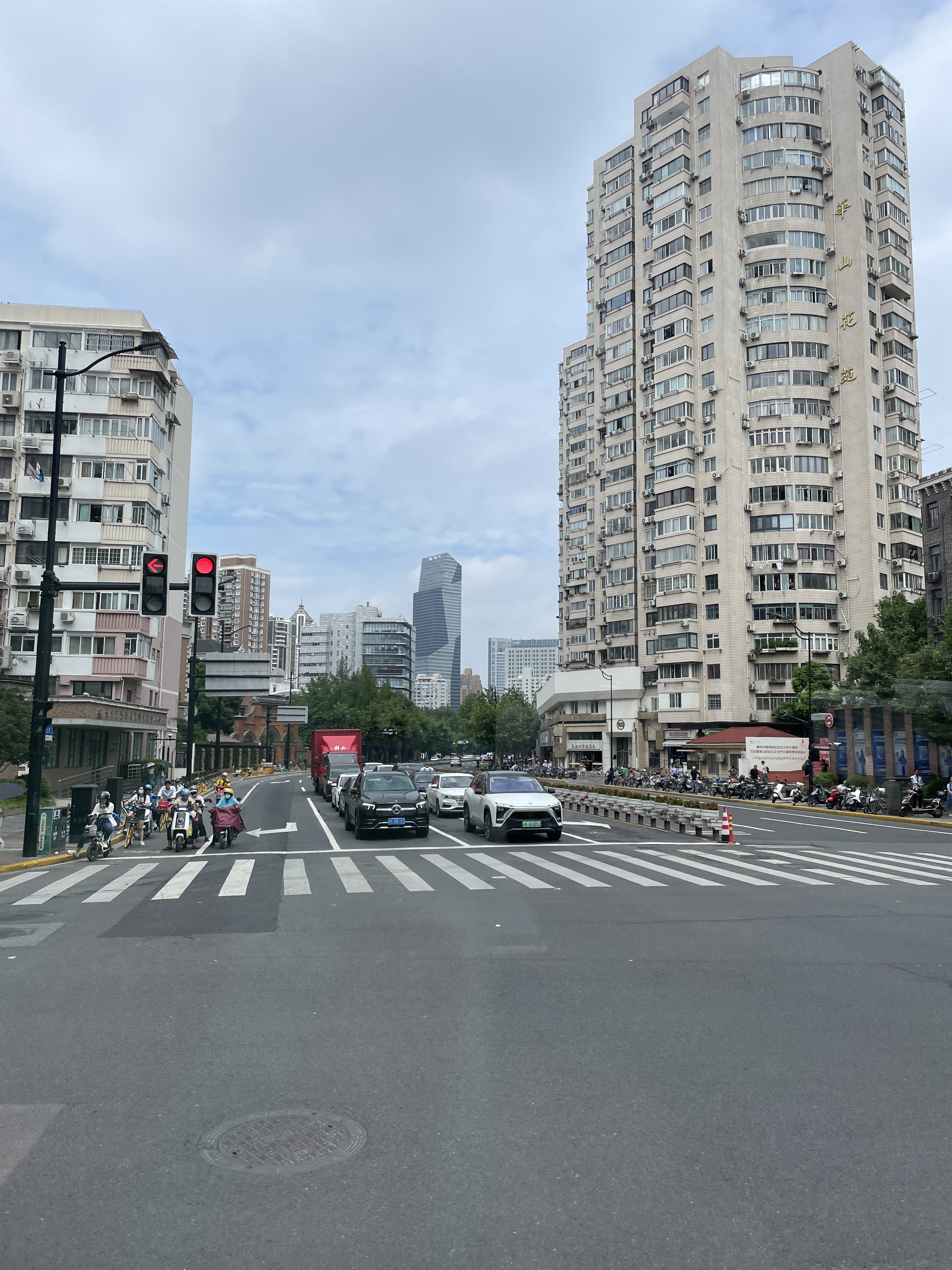
华山路淮海中路交叉口

- 南京西路——静安寺路 Bubbling Well Road
- 延安中路——福煦路 Avenue Foch
- 延安西路——大西路 Great Western Road
- 常熟路——善钟路 Route de Say Zoon
- 乌鲁木齐北路——地丰路
- 乌鲁木齐中路——麦琪路 Route Alfread Magy
- 长乐路——蒲石路 Rue Bourgeat
- 武康路——福开森路 Route Ferguson
- 复兴西路——白赛仲路 Route Gustave de Boissezon
- 兴国路——雷上达路 Route Legendre
- 江苏路——忆定盘路 Edinburgh Road
- 湖南路——居尔典路 Route A.Charles Culty
- 泰安路——劳利育路 Route Camille Lorioz
- 淮海中路——霞飞路 Avenue Joffre
- 淮海西路——乔敦路 Jordan Road
- 康平路——麦尼尼路 Route Magniny Marcel
- 虹桥路 Hungjao Road
- 衡山路——贝当路 Avenue Petain